# Dziedzickia marginata
Dziedzickia marginata är en tvåvingeart som först beskrevs av Dziedzicki 1885.  Dziedzickia marginata ingår i släktet Dziedzickia och familjen svampmyggor. Arten är reproducerande i Sverige. Inga underarter finns listade i Catalogue of Life.